# Laurent Mosar

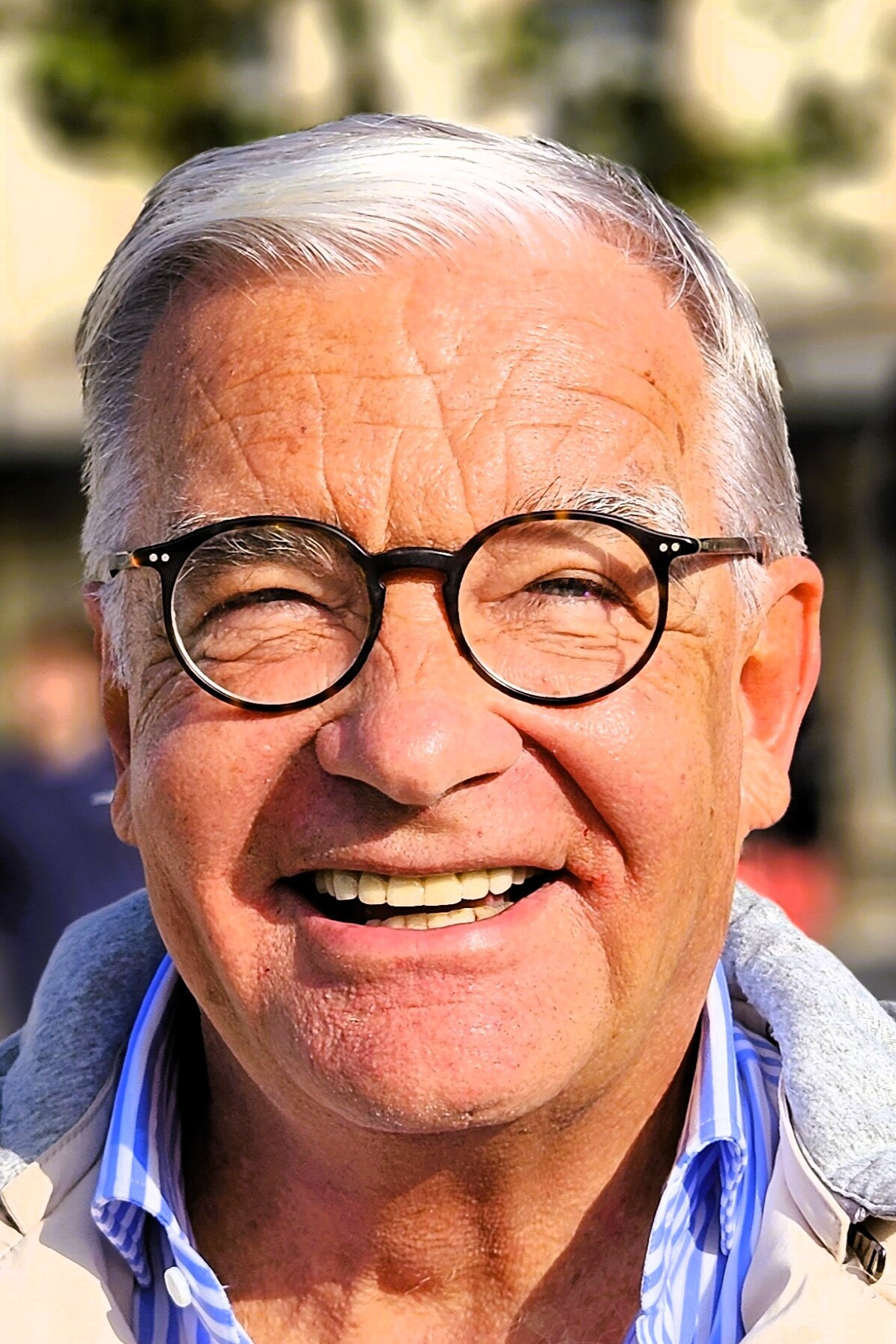
Laurent Mosar (2023).

Laurent Mosar (* 8. Februar 1958 in Luxemburg) ist ein luxemburgischer Politiker der Christlich Sozialen Volkspartei (CSV). Zwischen 2009 und 2013 war er Präsident der Chambre des Députés.

## Leben
Mosar, ein Sohn des Politikers Nicolas Mosar, der nicht nur Abgeordneter, sondern auch Kommissar für Energie der Europäischen Kommission und Botschafter war, studierte nach dem Schulbesuch Rechtswissenschaften und war anschließend als Rechtsanwalt tätig.
Im Juni 1979 wurde er Mitglied der CSV. Am 18. Juli 1994 wurde Mosar erstmals in die Chambre des Députés gewählt und gehört dieser seither für die CSV an. Während seiner langjährigen Parlamentszugehörigkeit war er von August 1999 bis Juni 2004 Präsident der Ausschüsse für Medien und Kommunikation sowie für Recht sowie zuletzt von August 2004 bis Juni 2009 Präsident des Ausschusses für Finanzen und Haushalt.
Neben seiner parlamentarischen Tätigkeit war er von 1997 bis 2000 auch Mitglied des Stadtrates von Luxemburg und gehört diesem nach einer zwischenzeitlichen Tätigkeit als Beigeordneter (Schäffen) der Stadt Luxemburg erneut seit November 2005 an.
Nachdem er von August 2004 bis Juni 2009 bereits Vizepräsident war, war er vom 28. Juli 2009 bis Ende 2013 Präsident der Chambre des Députés und damit Parlamentspräsident.